# Battle of Britain Memorial Flight
Battle of Britain Memorial Flight (česky Pamětní letka bitvy o Británii či Letka historických letadel z bitvy o Británii) je letka Royal Air Force která provozuje, a při veřejných letových ukázkách a jiných vzpomínkových aktech, předvádí letouny z doby bitvy o Británii, i další stroje z výzbroje britských vzdušných sil v době druhé světové války, a tím připomíná hrdinství britských a dalších spojeneckých letců v době této bitvy, potažmo i celé druhé světové války. 
V jejím stavu se nacházejí dva stroje Hawker Hurricane Mk.IIC, šest Supermarine Spitfire (variant Mk.IIA, Mk.VB, Mk.IXE, F Mk.XVI a dva PR Mk.XIX) a po jednom Avro Lancaster a Douglas Dakota.
Letka dále provozuje dva poválečné cvičné stroje DHC-1 Chipmunk, které nejsou určeny k veřejným vystoupením, ale slouží k udržovacímu výcviku pilotů na strojích s ostruhovým podvozkem, který se jinak u současných letounů RAF již nevyskytuje.
Domovským letištěm jednotky je základna RAF Coningsby v Lincolnshire.

## Galerie

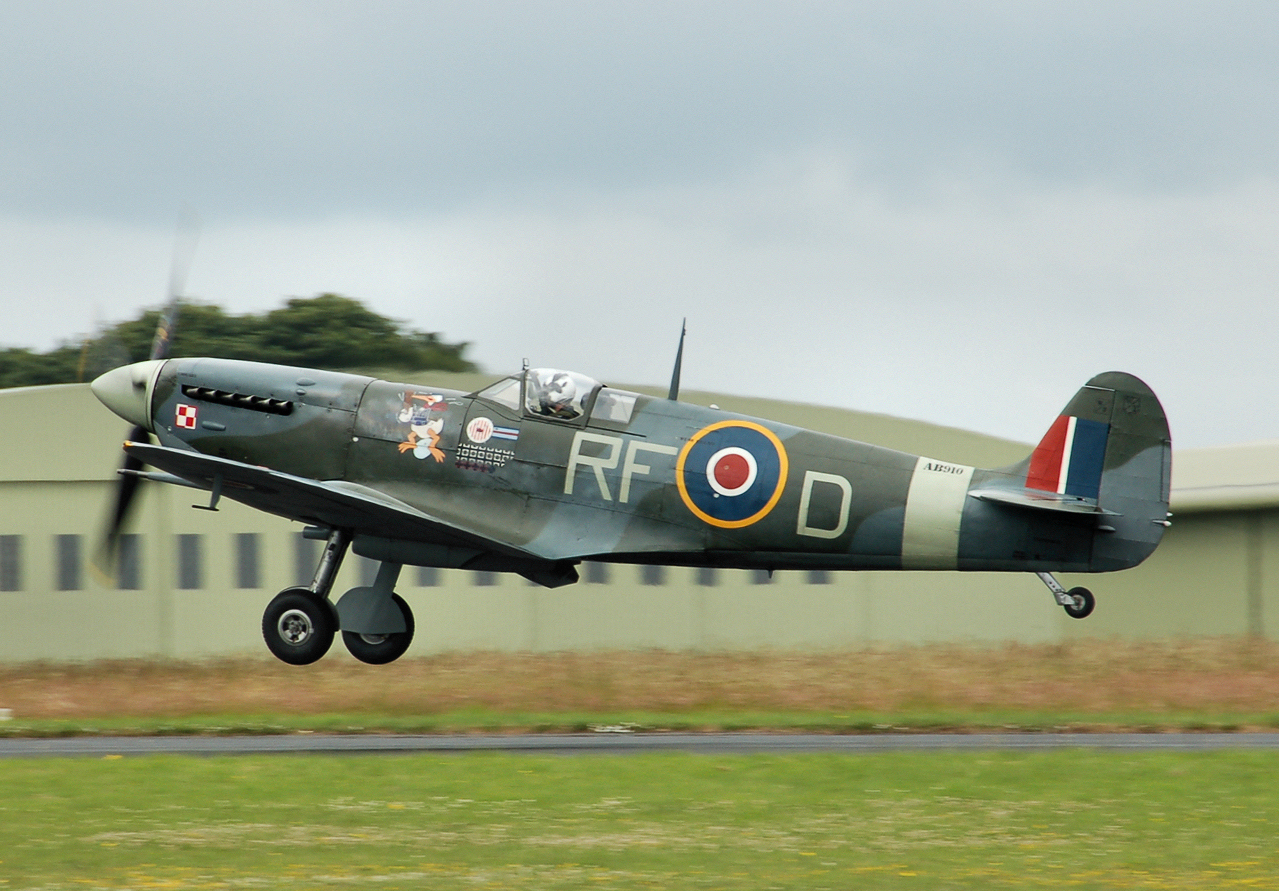
Spitfire Mk.VB ve zbarvení letounu užívaného velitelem polské 303. peruti Janem Zumbachem.
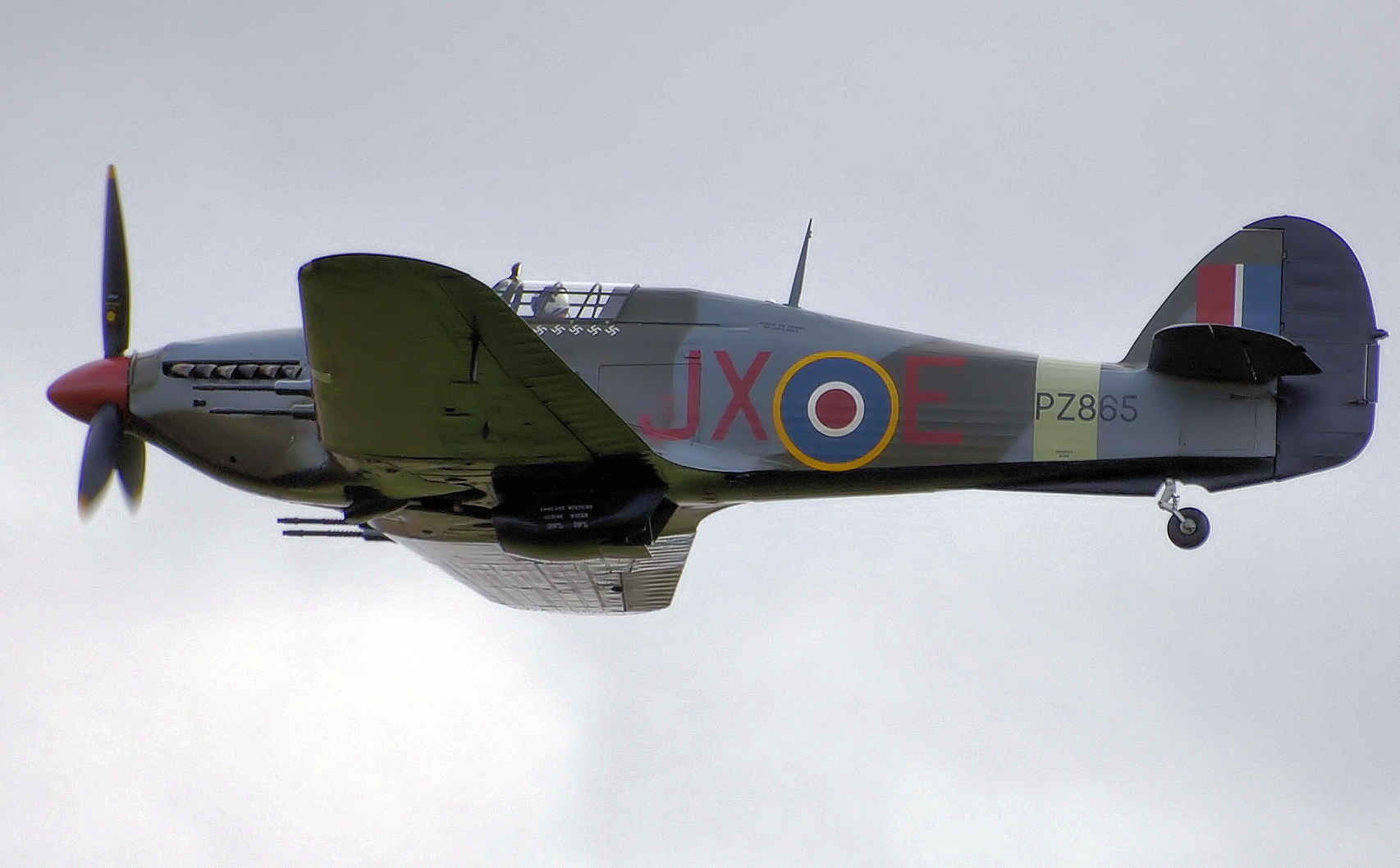
Hurricane Mk.IIC ve zbarvení letounu užívaného u 1. peruti Karlem Kuttelwascherem.
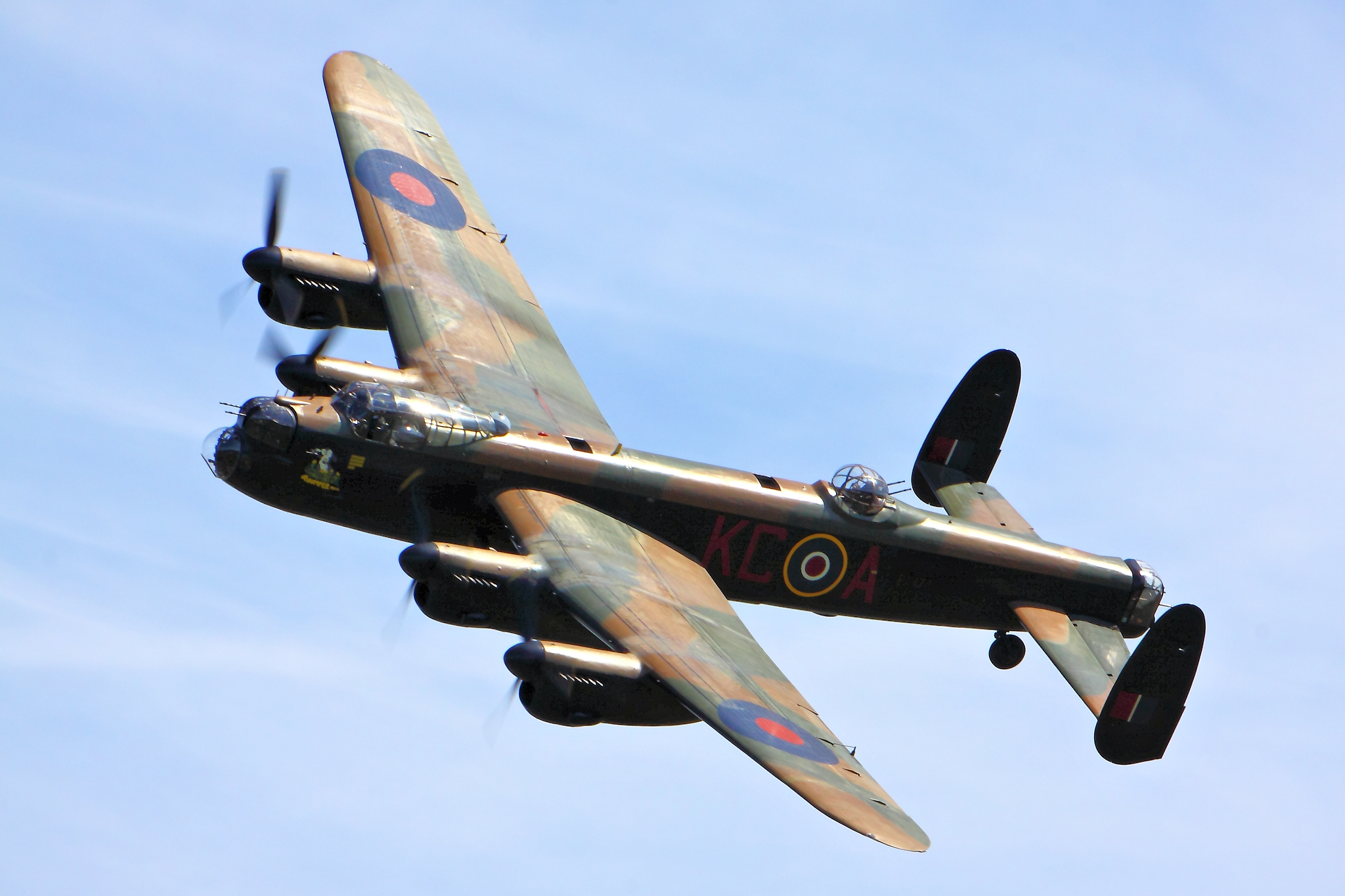
Těžký bombardér Avro Lancaster.
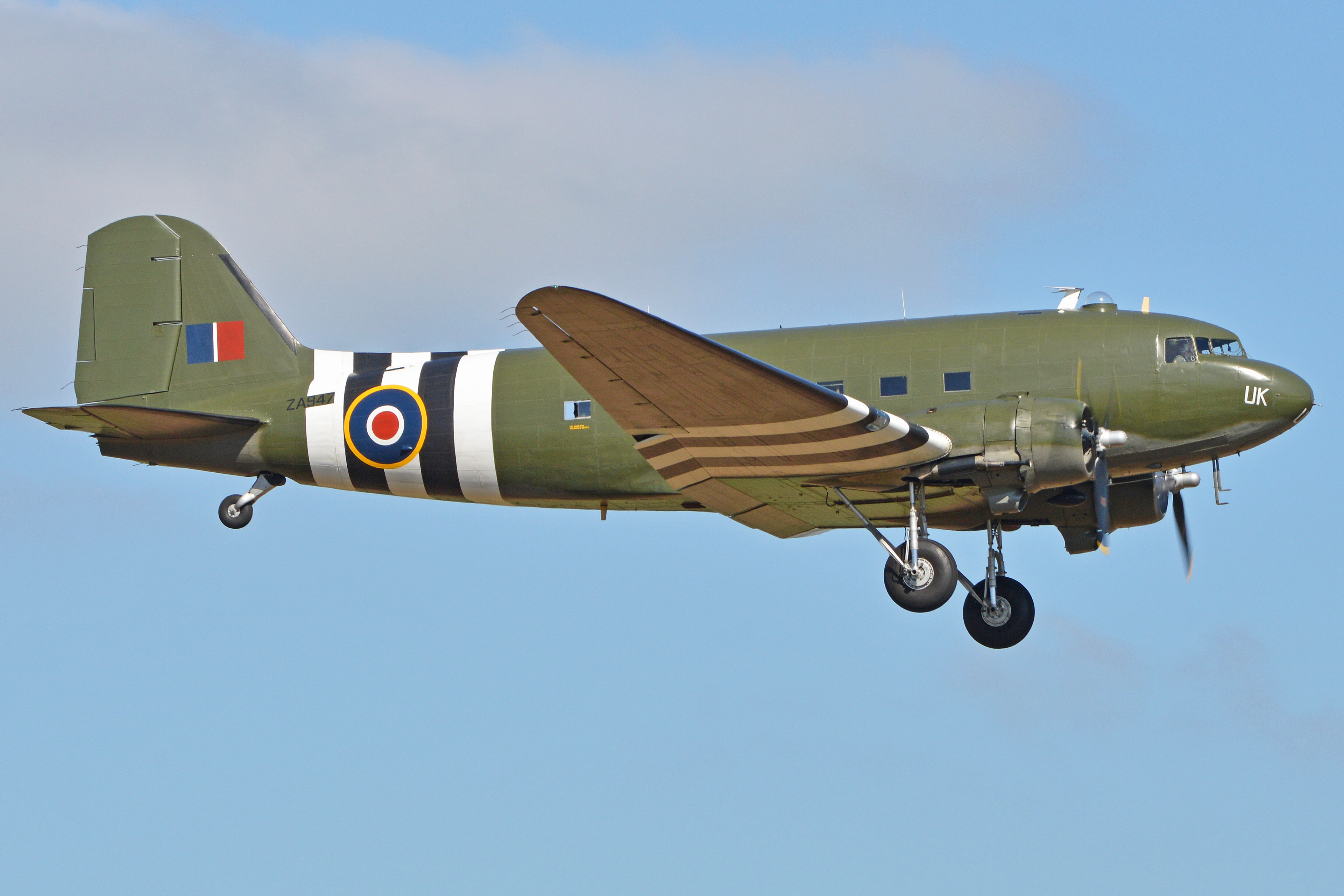
Letoun Douglas Dakota opatřený invazními pruhy.